# Sranan
O sranan ou surinamês (sranan tongo, "língua surinamesa") é um idioma crioulo falado por cerca de 400 mil pessoas no Suriname, principalmente como língua franca. Falado pelos crioulos do país, o sranan foi chamado, em épocas coloniais, pelos termos menos politicamente corretos taki taki (do inglês talk talk).
Como o idioma é a língua franca das comunidades de fala neerlandesa, javanesa, hindi e chinesa, a maioria dos surinameses o fala com fluência.
O sranan usa o alfabeto latino com vinte letras (não são usadas as letras C, J, Q, V, Y, X).

## Origens
Estudos provaram que o sranan é, fundamentalmente, uma língua baseada no inglês, com uma camada de palavras que vem do neerlandês, devido à dominação holandesa do Suriname a partir de 1667.
As palavras "saber" e "criança pequena" em sranan são sabi e pikin; esta influência portuguesa deve-se ao fato de que os portugueses foram os primeiros exploradores da costa ocidental da África, onde desenvolveu-se um pidgin, na qual diversas palavras do português passaram a ser usadas com os africanos pelos exploradores posteriores da região, incluindo os ingleses.
O léxico do sranan é, portanto, uma fusão de inglês, neerlandês, português, além de diversas línguas africanas centrais e ocidentais. Começou a ser usado principalmente pelos escravos africanos no país, que frequentemente não partilhavam de um idioma africano em comum. O sranan também se tornou o idioma de comunicação entre os escravos e os seus proprietários, já que os escravos eram proibidos de falar o neerlandês. À medida que outros grupos étnicos foram trazidos para o Suriname, como trabalhadores assalariados, o sranan se tornou uma lingua franca.
O idioma também costuma ser usado em conversas informais, quando é misturado livremente com o neerlandês. É comum, por exemplo, que se cumprimente outra pessoa com "fa waka" ("como vai", em sranan) do que o mais formal "hoe gaat het" ("como vai", em neerlandês).
Embora o sistema educacional formal do país seja baseado no neerlandês, o sranan se tornou aos poucos mais aceito oficialmente, especialmente durante a década de 1980, quando foi popularizado pelo ditador Desi Bouterse, frequentemente fazia seus discursos no idioma. O hino nacional do país, God zij met ons Suriname, escrito pelo poeta Henri Frans de Ziel, conhecido como Trefossa, tem seu  segundo verso é escrito em sranan.

## Uso
O idioma é conhecido como língua das ruas, porém existe desde o fim do século XVIII, e, especialmente no século XX, a literatura em sranan cresceu enormemente. Desde 1986 existe uma padronização oficial na ortografia do idioma (Resolução 4501, de 15 de julho de 1986). Atualmente, é o único idioma falado e aceito por virtualmente todos os povos do país, seguido a alguma distância pelo neerlandês, idioma utilizado para a administração, educação, comércio e pelos meios de comunicação.
O sranan é conhecido por sua ambiguidade; uma palavra pode ter diversos significados diferentes, além de duplos sentidos: Baka, por exemplo, pode significar "assar" (do neerlandês bakken) ou "costas" (do inglês back). Uma explicação pode ser que, como língua secreta dos escravos, não deveria ser compreendida pelos senhores de terra holandeses.
Apesar da distribuição do idioma entre a população, dificilmente ele é utilizado como forma de gíria. Em contraste com outros idiomas crioulos, como o Papiamento, a forma escrita do sranan dificilmente é usada em lugares públicos.

## Gramática
- No sranan não há distinção entre substantivos e verbos. A palavra denki significa tanto "pensamento" quanto "pensar", e yuru significa tanto "alugar" quanto "aluguel".
- Os verbos não são conjugados; é o pronome pessoal que indica a quem ele se refere.
- Os indicadores de tempo verbal (presente, pretérito, futuro) são indicados através de adições. Para o presente, utiliza-se 'e' com o verbo; para ações passadas, 'am', e para o futuro, 'sa' - enquanto o imperativo recebe 'mu'.
- Existe apenas um tempo pretérito: "ele esperou" e "ele esperava" são igualmente traduzidos para a wakti am.
- O artigo definido é 'a'; quando utilizado no sentido de artigo indefinido, transforma-se em wan (do inglês one, "um"). Wan também é um numeral.
- O plural é indicado pelo artigo den. Os substantivos não são flexionados; a oso é "a casa", wan oso é "uma casa" e den oso é "casas".
- Exemplo com o verbo wroko ("trabalhar", do inglês work)

| mi e wroko (m'e wroko) | eu trabalho             |
| yu ben wroko           | você trabalhou          |
| a ben wroko (kaba)     | ele (já) trabalhou      |
| a mu wroko             | ele deve trabalhar      |
| wi ben wroko           | nós temos trabalhado    |
| unu sa wroko           | eles trabalharão        |
| den ben o (b'o) wroko  | eles deveriam trabalhar |

Algumas peculiaridades do idioma são dignas de destaque:
- A frequente ocorrência da alternação entre 'l' e 'r', principalmente em empréstimos do inglês; assim belief, "crença", virou bribi.
- Vogais no início de palavras são omitidas, e o acento tônico é deslocado para o fim da palavra, na forma de um sufixo -i.

## Amostra de texto
"A ben de so taki wan dei mi mama ben bori okro. Dan mi mama e bori a okro, ai bori a okro. Dan now a taigi wan fu den pikin sisa fu mi fu bori a okro go doro. Dan mi kon wraak. Mi no wani du neks moro ini a oso. Mi go sidon na wan sei. Dan baka wan pisten mi yere: "Sam, luku. Mi o poti fu yu nanga Daniel na ini wan komtyi dya."